# Монсеррат (канатна дорога)
41°35′27″ пн. ш. 1°51′11″ сх. д. / 41.59078° пн. ш. 1.85301° сх. д.
Канатна дорога Монсеррат — канатна дорога, що забезпечує один із способів доступу до гори Монсеррат та абатства. До неї можна дістатися за 1 годину потягом від Барселон, Каталонія, Іспанія.
Мандрівники, що користуються канатною дорогою, повинні враховувати її робочий час, щоб не залишитись на горі, оскільки вона експлуатується окремою компанією, ніж зубчаста залізниця та фунікулери, і не узгоджується з ними.
Лінія прямує від монастиря до станції Монсеррат-Аері, на Ferrocarrils de la Generalitat de Catalunya від станції Барселона-Пласа д'Еспанія до Манреси. FGC експлуатує рейкову залізницю Монтсеррат, яка забезпечує альтернативний доступ до гори та абатства, а також два фунікулери на горі — Фунікулер Сант-Джоан і Фунікулер Санта-Кова.

## Історія
Лінію відкрили 17 травня 1930 р за для забезпечення швидкого та безпечного сполучення між монастирем та святилищем на Монтсерраті та залізницею Барселона — Манреза, відкрита в 1922 році. Поштовхом для будівництва канатної дороги став стрімко зростаючий на той час паломницький рух (на початок ХХІ сторіччя близько 2,5 мільйонів людей на рік).
Канатна дорога була спроектована та побудована найбільшою на той час канатною компанією Adolf Bleichert & Co., Personen-Drahtseilbahnbau GmbH з Лейпцига. Будівельні роботи розпочались у жовтні 1928 р., а початок експлуатації відбувся 23 грудня 1929 р.
Спочатку час у дорозі становив приблизно 8 хвилин. Лише в 1950 році швидкість руху було збільшено до сьогоденних 5 м/с (18 км/год), що скоротило час руху до 5 хвилин. В 2004 році залізниця перевезла 188 тисяч. пасажирів, а за перші 75 років експлуатації вона перевезла загалом 13,7 млн пасажирів.

## Опис
- довжина лінії — 1350 м;
- нижня станція — 139 м над рівнем моря;
- верхня станція — 683 м над рівнем моря;
- зміна висоти — 544 м;
- максимальний кут нахилу — 45 °;
- швидкість руху — 5 м/с;
- час в дорозі — близько 5 хвилин;
- рухомий склад — два вагони 1930 року, кожен місткістю 35 пасажирів, у жовтій лівреї.